# Bazar (obwód tarnopolski)
Bazar (ukr. Базар) – wieś na Ukrainie, w rejonie czortkowskim obwodu tarnopolskiego, w hromadzie Białobożnica, położona nad rzeką Dżuryn.
W okresie II Rzeczypospolitej wieś wchodziła w skład powiatu czortkowskiego w województwie tarnopolskim. W 1931 liczyła 2160 mieszkańców, z których prawie połowa była Polakami. W latach 1942–1944 nacjonaliści ukraińscy z OUN-UPA zamordowali 109 Polaków.
W lecie 2017 trwał remont drogi łączącej wieś z Dżurynem oraz drogą terytorialną T 2001 prowadzony przez pracowników tureckiej firmy Ares insaat.